# Ostatni dzień lata
Ostatni dzień lata (lett. "L'ultimo giorno d'estate") è un film del 1958 diretto da Tadeusz Konwicki.

## Trama
Un giovane e una donna si incontrano su una spiaggia deserta in riva al mare. La donna è più matura, ma allo stesso tempo più cauta quando vede lo sconosciuto avvicinarsi: è il suo ultimo giorno al mare prima di far ritorno in città e non vorrebbe avere grane. Nel giro di qualche ora i due personaggi si avvicinano sempre di più; entrambi sembrano perseguitati da vividi ricordi della seconda guerra mondiale e fanno tentativi silenziosi e imperfetti per mettersi in contatto l'uno con l'altro, ma non riescono a trovare un mezzo per comunicare. Il ragazzo cerca sin dall'inizio di convincere la donna a non partire. Lei, però, non cede mai. Quando si sveglia, non vede più il ragazzo intorno a lei. Entra in acqua e si inoltra nelle profondità  del Mar Baltico.

## Produzione
Il film segna il debutto cinematografico dello scrittore Tadeusz Konwicki, ed è considerato il primo film polacco della nuova generazione, sulla scia della Nouvelle vague francese. Konwicki, in qualità di direttore artistico dello studio cinematografico Kadr, ha girato il film con una troupe minima, due soli attori, e un budget limitato, circa 10 000 złoty.

### Riprese
Le scene furono riprese sulla spiaggia di Szklana Huta poiché ritenuta una location economica, dati i limiti stringenti del budget. Mentre lavorava al film, il direttore della fotografia Jan Laskowski contrasse la polmonite e dovette rimanere in ospedale. Le riprese furono posticipate a un altro periodo, poiché i tentativi di sviluppare il film senza la partecipazione di Laskowski fallirono. Le ultime scene furono girate nell'ottobre del 1958, quando sul Mar Baltico già gelava.

## Riconoscimenti
- Grand Prix, sezione film documentari e cortometraggi al Festival di Venezia del 1958.[2]
- Grand Prix all'Expo 1958 di Bruxelles.